# Lohrasp

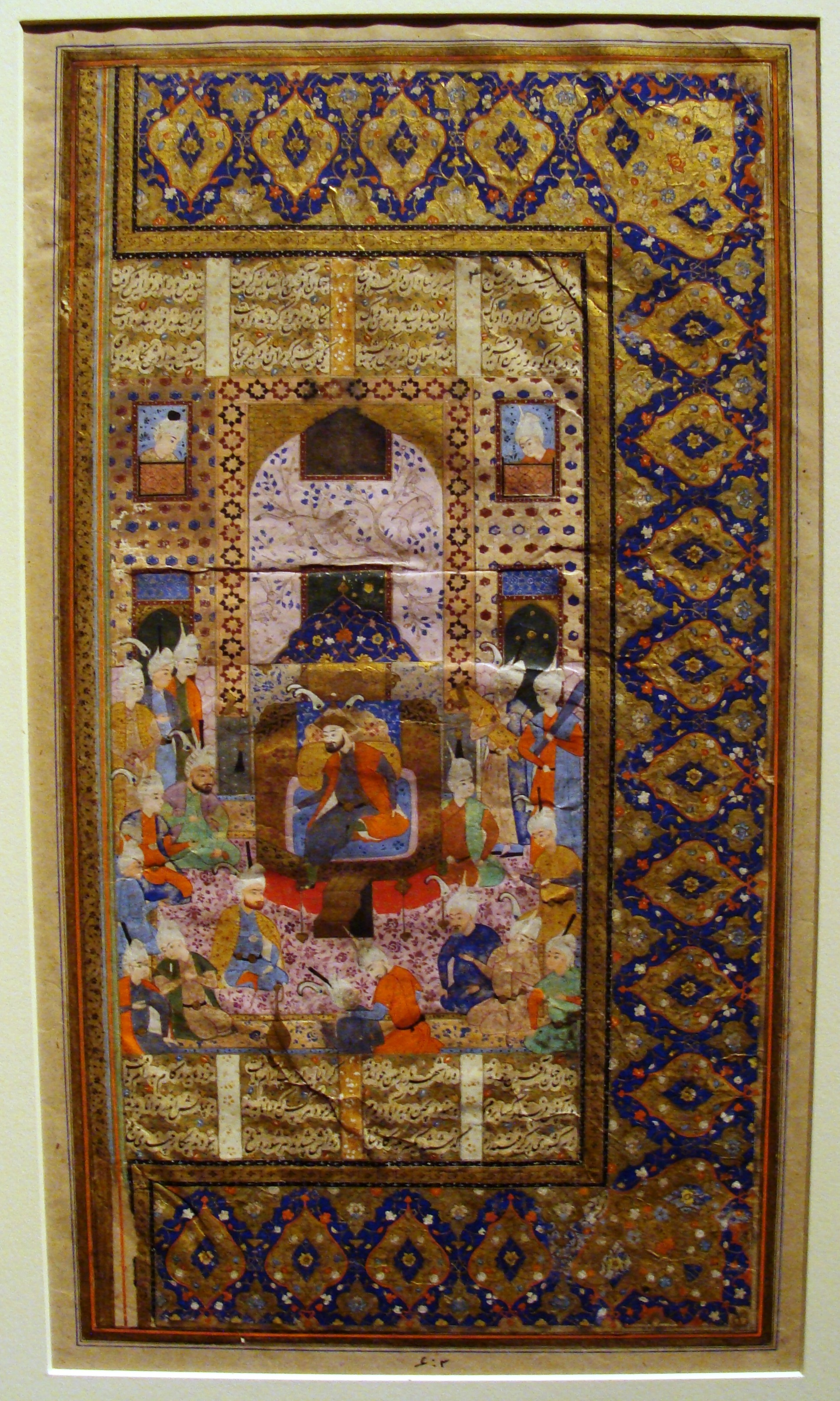
16e-eeuwse illustratie van de Shahnameh van Kay Lohrasp, gezeten op zijn troon.

Lohrasp is een sjah uit de Shahnameh van Ferdowsi (10e eeuw). Hij werd door Kay Khosrow uitverkoren om hem als sjah op te volgen. Lohrasp werd zelf opgevolgd door zijn zoon Goshtasp, de vader van de held Esfandyar.
Lohrasp was een afstammeling van Hushang. Hij had twee zonen: Zarir en Goshtasp. Goshtasp ging naar India, omdat zijn vader hem niet al op jonge leeftijd tot erfgenaam wilde benoemen. Zijn broer Zarir wist hem terug te brengen, maar er ontstond weer ruzie tussen vader en zoon en dit keer vertrok Goshtasp naar Rum in het westen. Hij huwde daar met de dochter van de koning en begon Iran te bedreigen. Toen Goshtasp met zijn bruid Katayun Iran binnenkwam gaf Lohrasp hem zijn troon en trok zich terug in Balkh. Zoroaster kwam naar Ghostasps hof en zijn nieuwe religie, zoroastrisme, werd er aangenomen.
In Turan heerste Arjasp en op aanraden van Zoroaster ging Goshtasp tribuut van hem eisen. Daarop viel Arjasp Iran aan en werd Zarir gedood in de daaropvolgende strijd. Toen Arjasp ervan hoorde dat Esfandyar, Goshtasps zoon, in de gevangenis zat, omdat hij er door zijn vader van verdacht werd de troon te ambiëren, stuurde hij een leger op Balkh af. De stad werd geplunderd en Lohrasp, al op leeftijd, gedood. 